# Глазчатая рыба-бабочка
Глазчатая рыба-бабочка (лат. Chaetodon ocellatus) — вид морских лучепёрых рыб из семейства щетинозубых (Chaetodontidae).

## Описание
Глазчатая рыба-бабочка достигает длины от 16 до 20 см. Рыба имеет сплющенное по бокам тело серебристо-белого цвета. Грудные плавники прозрачные, остальные плавники жёлтые. Тёмная полоса проходит вертикально через глаза. У мальков имеется такая же полоса в задней части тела у основания хвоста.

## Распространение
Глазчатая рыба-бабочка распространена в западной Атлантике, от бразильских островов Аброльхос на юге до Флориды на глубинах примерно до 30 м. Особенно част вид в мелководных рифах Флориды. Часто течение Гольфстрим относит мальков на север. Их вылавливали у Нью-Йорка, Массачусетса и даже у Новой Шотландии. Каждый год в ноябре тысячи мальков погибают в морозной воде у атлантического побережья Северной Америки.

## Образ жизни
Взрослые рыбы живут парами, мальки по отдельности или в маленьких группах. Это всеядные животные, питаются преимущественно планктоном.